# Saint-Léger-en-Bray
Pour les articles homonymes, voir Saint-Léger.
Saint-Léger-en-Bray est une commune française située dans le département de l'Oise en région Hauts-de-France.
Les habitants en sont les Léodégariens.

## Géographie

### Localisation
Saint-Léger-en-Bray est située à 8 km au sud-ouest de Beauvais à l'intersection de la nouvelle RN 31 (déviation sud de Beauvais) et de l'ancienne RN 181 aujourd'hui déclassée en RD 981.
La commune se situe dans la boutonnière du pays de Bray adossée au bois de Belloy avec ses paysages verdoyants associant pâtures, haies bocagères, zones humides et bois.
| Rainvillers | Aux-Marais          | Saint-Martin-le-Nœud |
|             | Saint-Léger-en-Bray |                      |
| Auneuil     | Auneuil             | Auneuil              |

### Hydrographie

#### Réseau hydrographique
La commune est située dans le bassin Seine-Normandie. Elle est drainée par le cours d'eau 01 de la commune de Saint-Léger-en-Bray, le ru d'Auneuil et le fossé des Ponceaux,,.

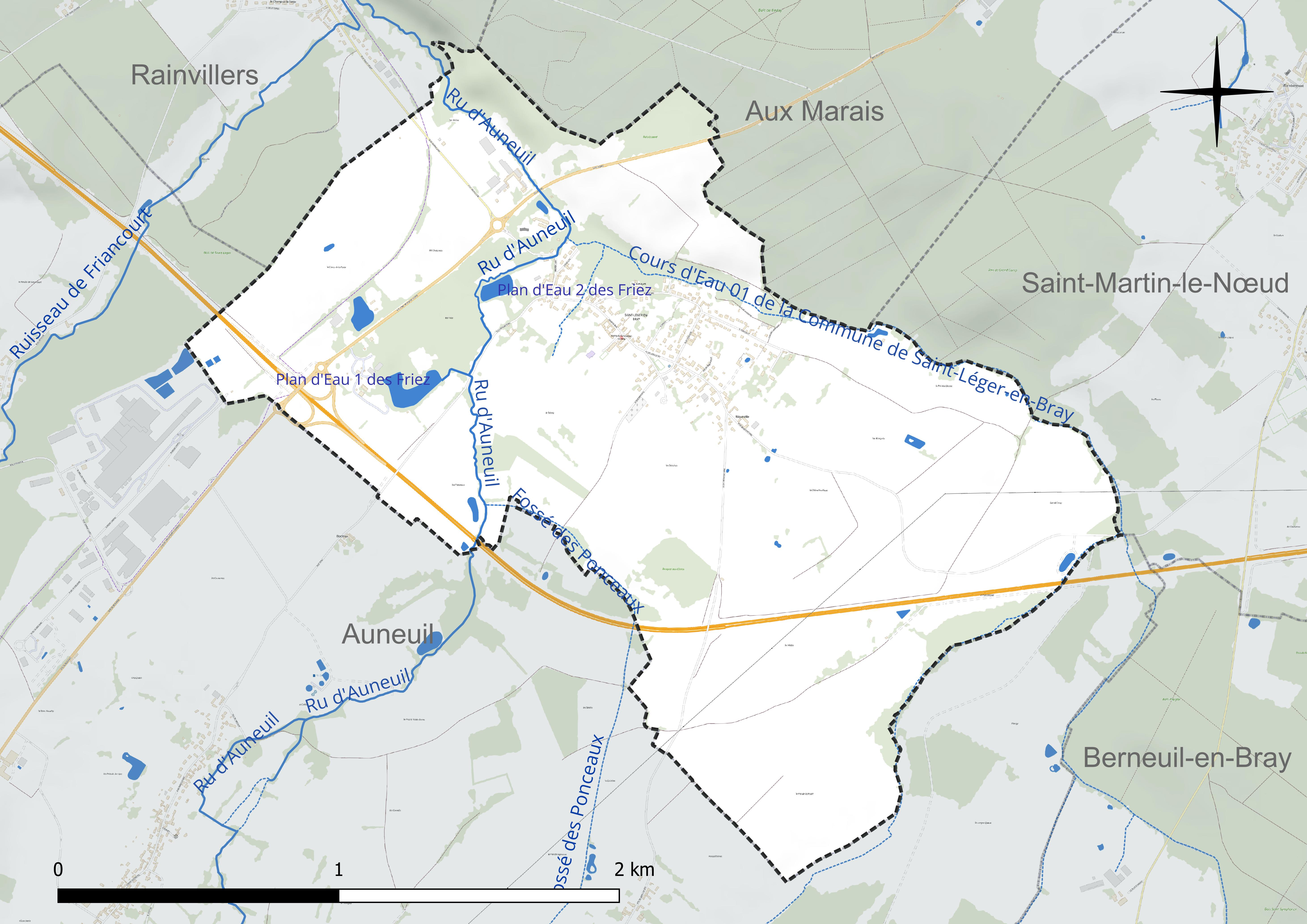
Réseau hydrographique de Saint-Léger-en-Bray.

Deux plans d'eau complètent le réseau hydrographique : le plan d'eau 1 des Friez (1,4 ha) et le plan d'eau 2 des Friez (0,7 ha),.

#### Gestion et qualité des eaux
Le territoire communal est couvert par le schéma d'aménagement et de gestion des eaux (SAGE) « Sensée ». Ce document de planification concerne un territoire de 1 219 km2 de superficie, délimité par le bassin versant du Thérain. Le périmètre a été arrêté le 27 janvier 2023 et le SAGE proprement dit est, en 2024, en cours d'élaboration. La structure porteuse de l'élaboration et de la mise en œuvre est le syndicat intercommunal de la Vallée du Thérain (SIVT). 
La qualité des cours d'eau peut être consultée sur un site dédié géré par les agences de l'eau et l'Agence française pour la biodiversité. 

### Climat
Pour des articles plus généraux, voir Climat des Hauts-de-France et Climat de l'Oise.
En 2010, le climat de la commune est de type climat océanique dégradé des plaines du Centre et du Nord, selon une étude du CNRS s'appuyant sur une série de données couvrant la période 1971-2000. En 2020, Météo-France publie une typologie des climats de la France métropolitaine dans laquelle la commune est exposée à un climat océanique et est dans la région climatique  Sud-ouest du bassin Parisien, caractérisée par une faible pluviométrie, notamment au printemps (120 à 150 mm) et un hiver froid (3,5 °C). 
Pour la période 1971-2000, la température annuelle moyenne est de 10,5 °C, avec une amplitude thermique annuelle de 14,3 °C. Le cumul annuel moyen de précipitations est de 726 mm, avec 11,5 jours de précipitations en janvier et 8 jours en juillet. Pour la période 1991-2020, la température moyenne annuelle observée sur la station météorologique la plus proche, située sur la commune de Tillé à 10 km à vol d'oiseau, est de 11,0 °C et le cumul annuel moyen de précipitations est de 655,5 mm,. Pour l'avenir, les paramètres climatiques de la commune estimés pour 2050 selon différents scénarios d'émission de gaz à effet de serre sont consultables sur un site dédié publié par Météo-France en novembre 2022.

## Urbanisme

### Typologie
Au 1er janvier 2024, Saint-Léger-en-Bray est catégorisée commune rurale à habitat dispersé, selon la nouvelle grille communale de densité à sept niveaux définie par l'Insee en 2022.
Elle appartient à l'unité urbaine de Saint-Paul (Oise), une agglomération intra-départementale regroupant trois  communes, dont elle est une commune de la banlieue,,. Par ailleurs la commune fait partie de l'aire d'attraction de Beauvais, dont elle est une commune de la couronne,. Cette aire, qui regroupe 162 communes, est catégorisée dans les aires de 50 000 à moins de 200 000 habitants,.

### Occupation des sols
L'occupation des sols de la commune, telle qu'elle ressort de la base de données européenne d'occupation biophysique des sols Corine Land Cover (CLC), est marquée par l'importance des territoires agricoles (83,9 % en 2018), en diminution par rapport à 1990 (94,7 %). La répartition détaillée en 2018 est la suivante : 
prairies (48,9 %), terres arables (32,2 %), zones urbanisées (9,3 %), forêts (5 %), zones agricoles hétérogènes (2,8 %), zones industrielles ou commerciales et réseaux de communication (1,8 %). L'évolution de l'occupation des sols de la commune et de ses infrastructures peut être observée sur les différentes représentations cartographiques du territoire : la carte de Cassini (XVIIIe siècle), la carte d'état-major (1820-1866) et les cartes ou photos aériennes de l'IGN pour la période actuelle (1950 à aujourd'hui).

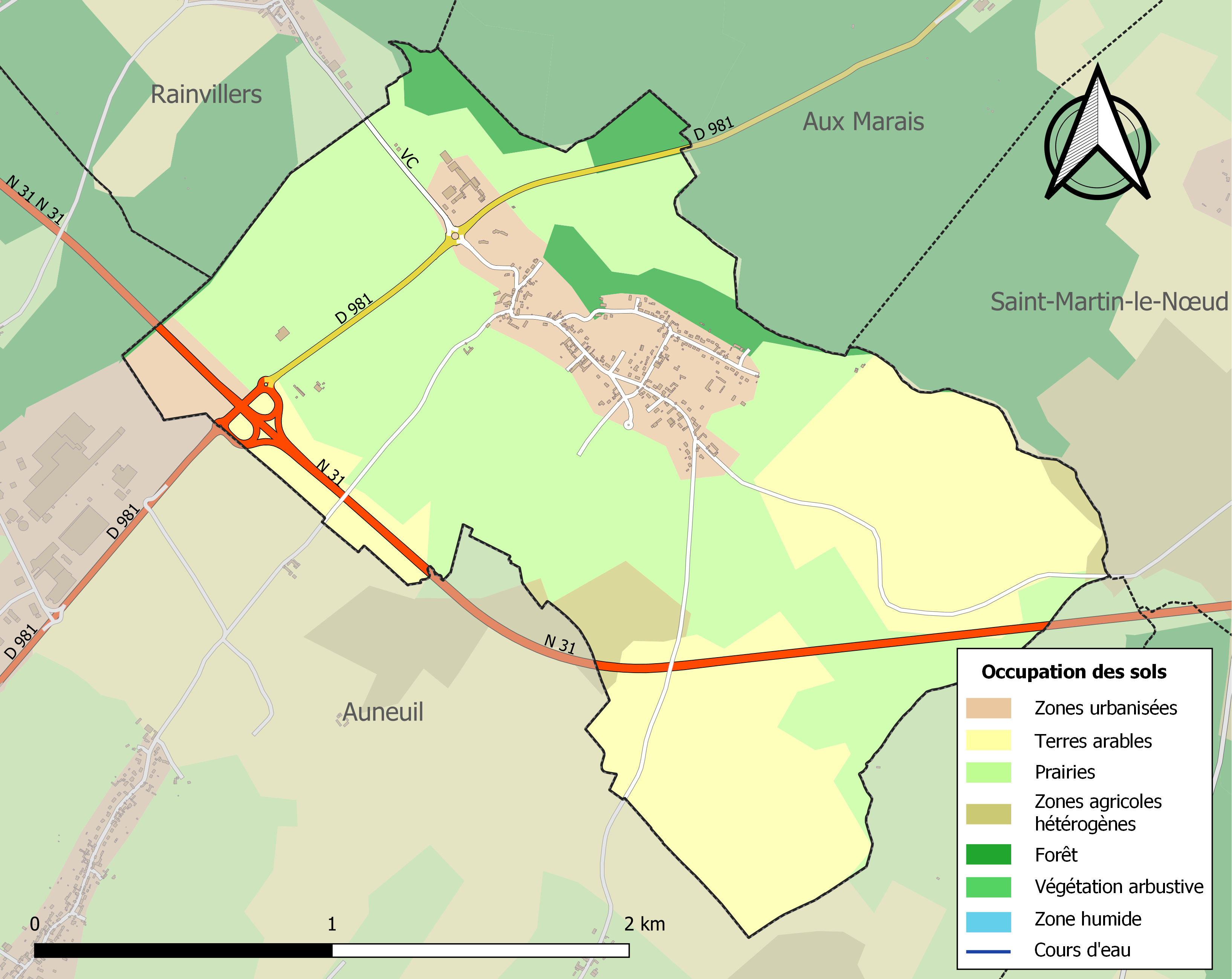
Carte des infrastructures et de l'occupation des sols de la commune en 2018 (CLC).

### Voies de communication et transports
La commune est desservie, en 2023, par la ligne 511, des lignes scolaires et le service de transport à la demande Corolis à la demande - Zone Sud du réseau Corolis ainsi que par les lignes 607 et 6146 du réseau interurbain de l'Oise.

## Toponymie
Le nom de la localité est attesté sous les formes Sanctus Leodegarius (1152) ; Saint Liger la poterie (1454) ; Saint Legier (1475) ; Saint Léger en Beauvaisis (1555) ; Saint Léger lès Beauvais (1634) ; St Leger (1667) ; Saint-Léger-en-Bray (1840).

L'hagiotoponyme de la commune est issu de saint Léger ou Leodegar, évêque d'Autun au VIIe siècle, un nom d'origine germanique.
Le pays de Bray est une région naturelle de France du Nord-Ouest de la France. À cheval sur les départements de Seine-Maritime et de l'Oise,

## Politique et administration

### Liste des maires
| Période                                  | Période                     | Identité             | Étiquette | Qualité                          |
| ---------------------------------------- | --------------------------- | -------------------- | --------- | -------------------------------- |
| Les données manquantes sont à compléter. |                             |                      |           |                                  |
| mars 1971                                | mars 1983                   | Étienne Tavernier    |           |                                  |
| mars 1983                                | mars 1989                   | Jean-Pierre Brissaud |           |                                  |
| mars 1989                                | juin 1995                   | François de Brunier  |           |                                  |
| juin 1995                                | mars 2001                   | Élisabeth Tranchard  |           |                                  |
| mars 2001                                | avril 2014                  | Jean-Éric Menard     |           | Ingénieur conseil en entreprises |
| avril 2014,                              | En cours (au 11 avril 2014) | Laurent Delmas       |           |                                  |

## Population et société

### Démographie

#### Évolution démographique
L'évolution du nombre d'habitants est connue à travers les recensements de la population effectués dans la commune depuis 1793. Pour les communes de moins de 10 000 habitants, une enquête de recensement portant sur toute la population est réalisée tous les cinq ans, les populations de référence des années intermédiaires étant quant à elles estimées par interpolation ou extrapolation. Pour la commune, le premier recensement exhaustif entrant dans le cadre du nouveau dispositif a été réalisé en 2005.

En 2022, la commune comptait 376 habitants, en évolution de +7,74 % par rapport à 2016 (Oise : +0,87 %, France hors Mayotte : +2,11 %).
| 1793 | 1800 | 1806 | 1821 | 1831 | 1836 | 1841 | 1846 | 1851 |
| ---- | ---- | ---- | ---- | ---- | ---- | ---- | ---- | ---- |
| 222  | 235  | 238  | 255  | 275  | 261  | 262  | 234  | 249  |

| 1856 | 1861 | 1866 | 1872 | 1876 | 1881 | 1886 | 1891 | 1896 |
| ---- | ---- | ---- | ---- | ---- | ---- | ---- | ---- | ---- |
| 262  | 262  | 230  | 225  | 249  | 246  | 272  | 246  | 227  |

| 1901 | 1906 | 1911 | 1921 | 1926 | 1931 | 1936 | 1946 | 1954 |
| ---- | ---- | ---- | ---- | ---- | ---- | ---- | ---- | ---- |
| 200  | 177  | 176  | 160  | 154  | 161  | 143  | 173  | 172  |

| 1962 | 1968 | 1975 | 1982 | 1990 | 1999 | 2005 | 2006 | 2010 |
| ---- | ---- | ---- | ---- | ---- | ---- | ---- | ---- | ---- |
| 171  | 163  | 170  | 227  | 301  | 337  | 316  | 309  | 378  |

| 2015 | 2020 | 2022 | - | - | - | - | - | - |
| ---- | ---- | ---- | - | - | - | - | - | - |
| 356  | 365  | 376  | - | - | - | - | - | - |

#### Pyramide des âges
La population de la commune est plus âgée que celle du département. En 2018, le taux de personnes d'un âge inférieur à 30 ans s'élève à 35,1 %, soit en dessous de la moyenne départementale (37,3 %). À l'inverse, le taux de personnes d'âge supérieur à 60 ans est de 23,6 % la même année, alors qu'il est de 22,8 % au niveau départemental.
En 2018, la commune comptait 163 hommes pour 185 femmes, soit un taux de 53,16 % de femmes, largement supérieur au taux départemental (51,11 %).
Les pyramides des âges de la commune et du département s'établissent comme suit.
| Hommes | Classe d’âge | Femmes |
| ------ | ------------ | ------ |
| 0,0    | 90 ou +      | 0,5    |
| 2,3    | 75-89 ans    | 7,2    |
| 22,8   | 60-74 ans    | 14,4   |
| 27,5   | 45-59 ans    | 23,2   |
| 15,2   | 30-44 ans    | 17,0   |
| 15,2   | 15-29 ans    | 17,0   |
| 17,0   | 0-14 ans     | 20,6   |

| Hommes | Classe d’âge | Femmes |
| ------ | ------------ | ------ |
| 0,5    | 90 ou +      | 1,4    |
| 5,5    | 75-89 ans    | 7,6    |
| 15,6   | 60-74 ans    | 16,3   |
| 20,8   | 45-59 ans    | 20     |
| 19,4   | 30-44 ans    | 19,4   |
| 17,6   | 15-29 ans    | 16,2   |
| 20,6   | 0-14 ans     | 19,1   |

## Culture locale et patrimoine

### Lieux et monuments
- Église construite en 1547. Une partie des reliques de saint Léger y est conservée.
- Le circuit de randonnée empruntant l'ancienne voie romaine (de la Grande Prairie au Bois de la Grange).
- La série des six calvaires rénovés de la commune.
- L'église du XVIe siècle (gothique tardif) en pierre de Saint-Martin-le-Nœud.
- Le moulin à eau (privé) visible de la route.
- Le colombier du XVIIe siècle (privé) visible de la route.
- Le parc animalier de Saint-Léger.

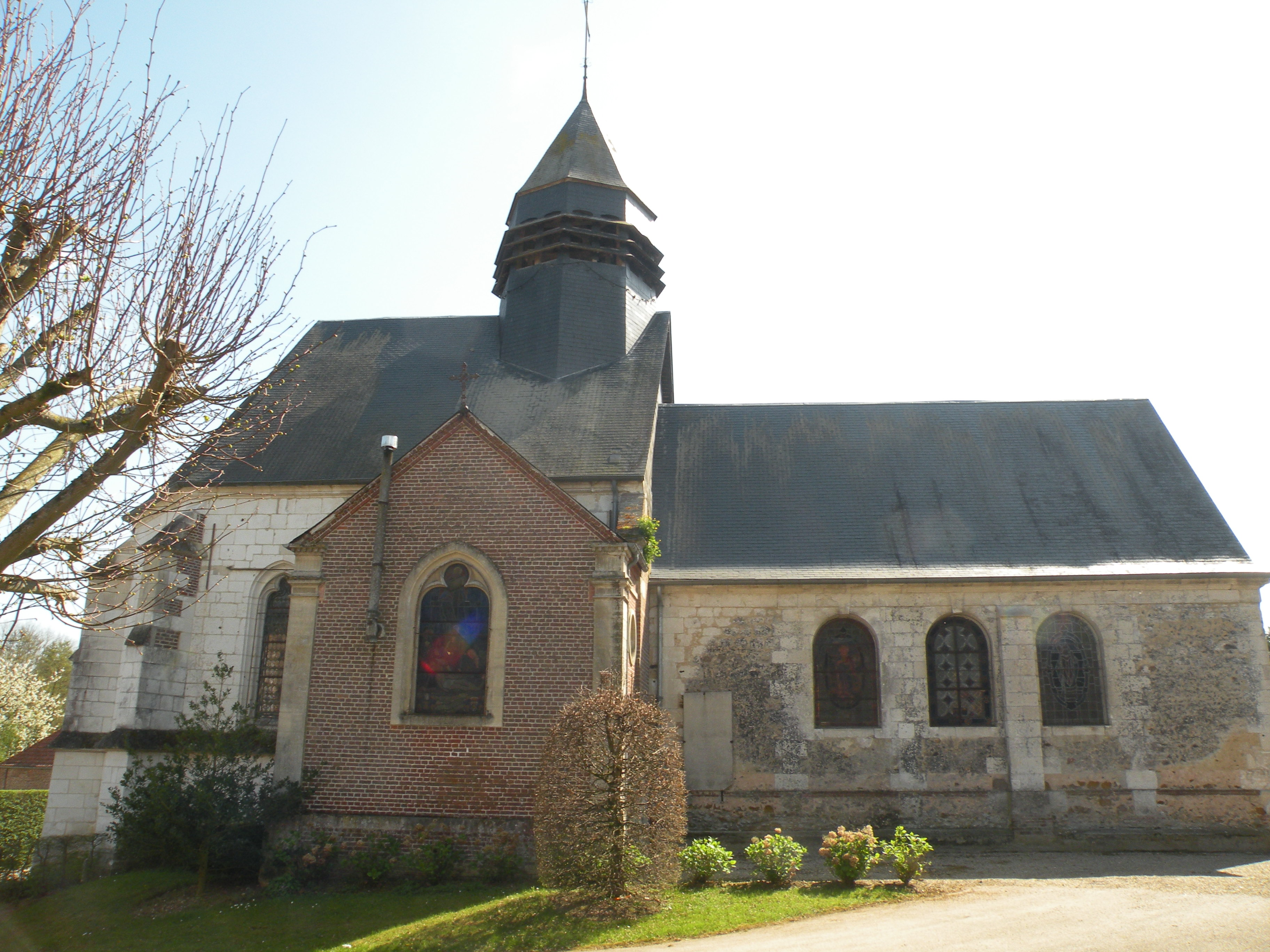
L'église Saint-Léger.
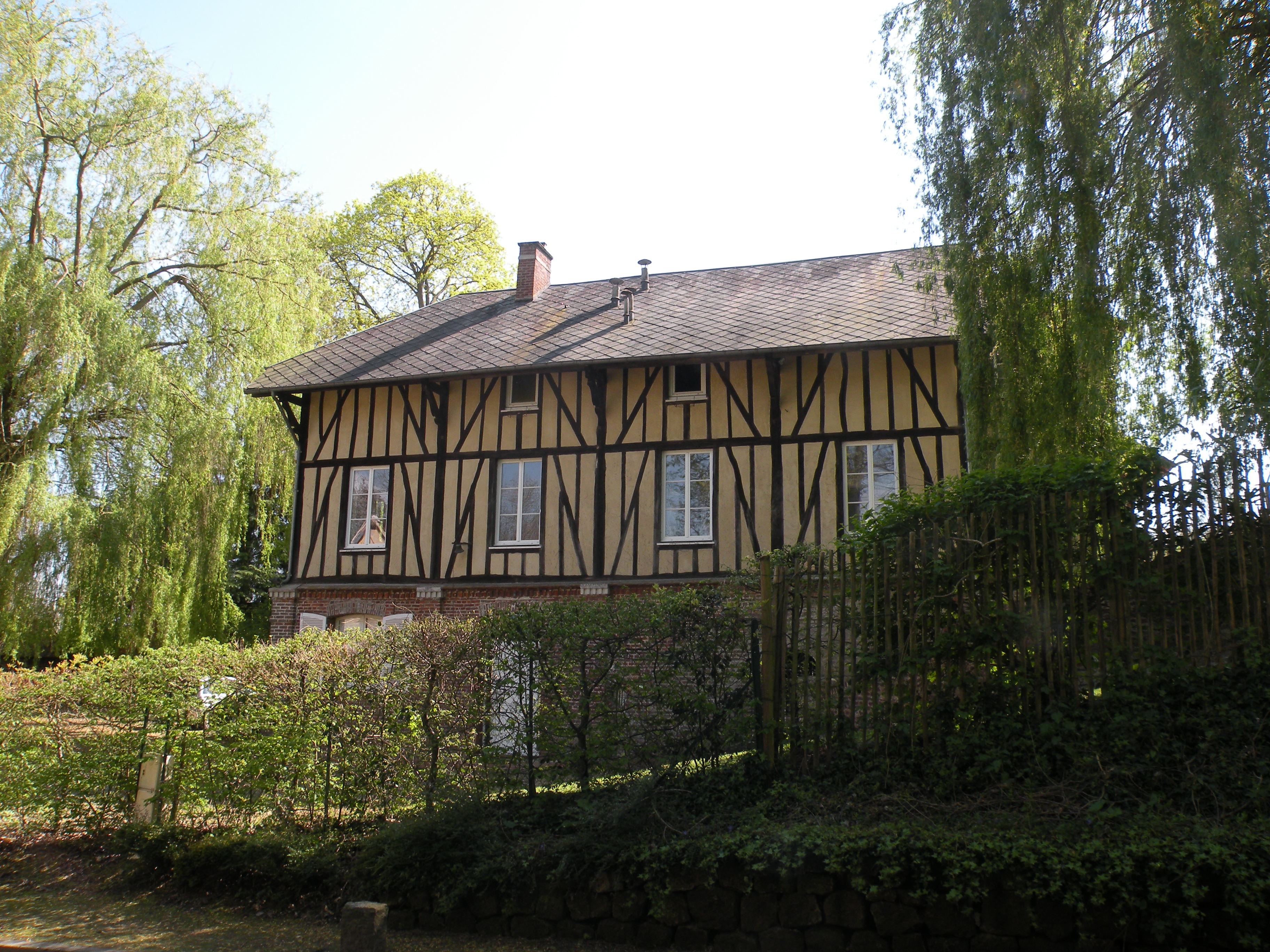
Le moulin à eau.
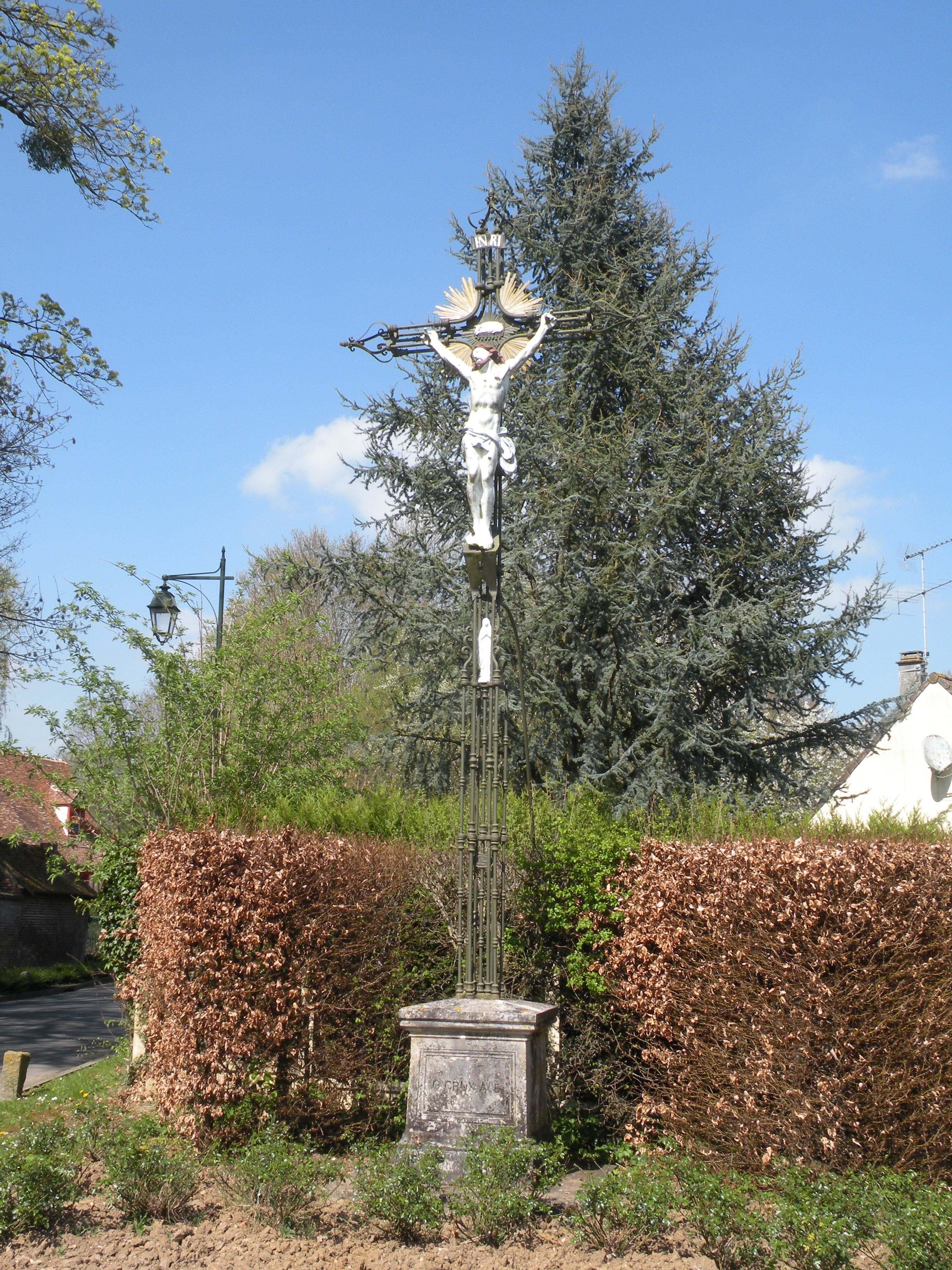
Un calvaire.

### Personnalités liées à la commune
- Pierre Robert de Saint-Vincent, général français qui refusa d'obéir à un ordre de participation à la déportation de Juifs en 1942, est né à Saint-Léger-en-Bray.